# Перелік зоряних потоків

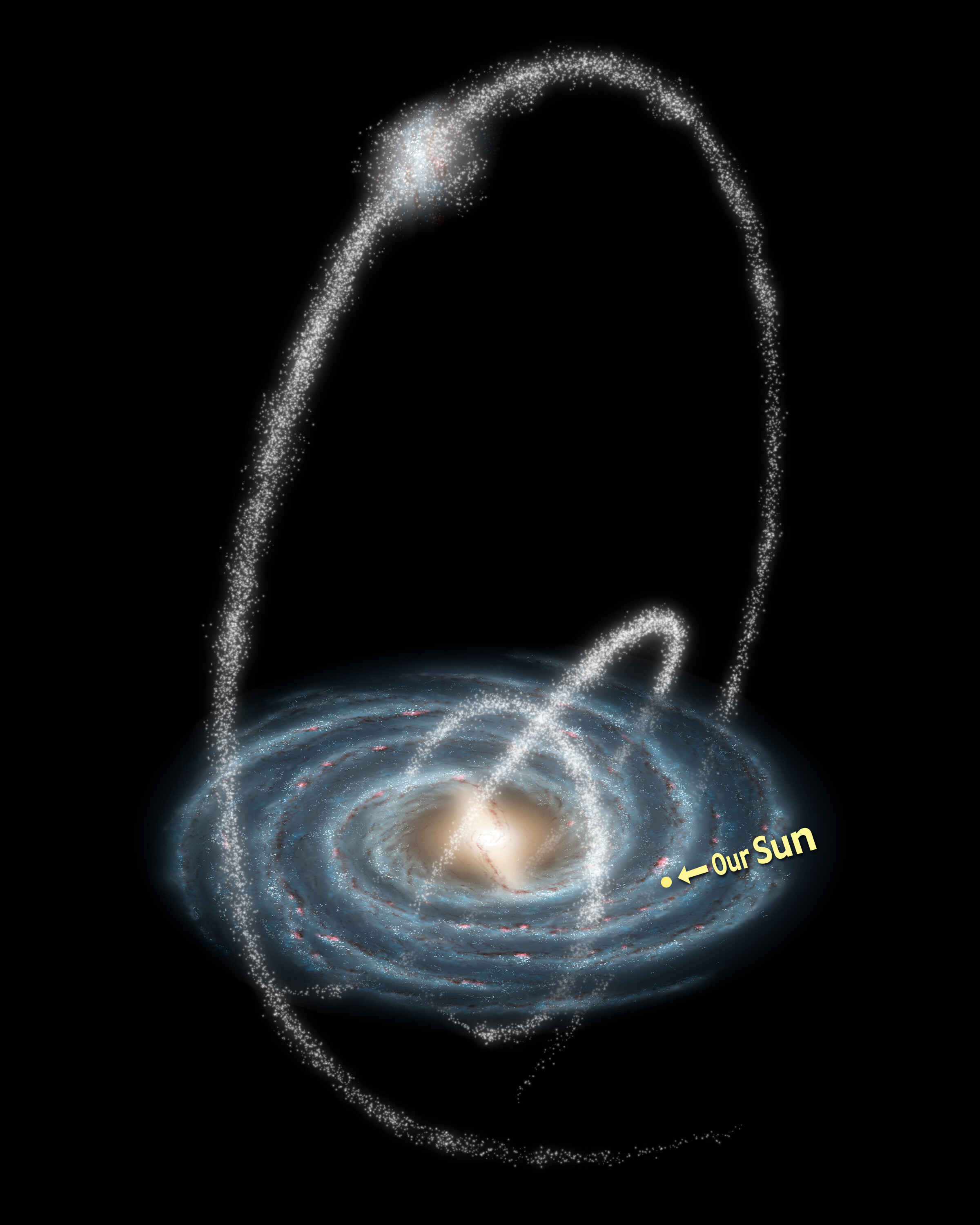
Зоряні потоки у Чумацькому Шляху, виявлені на 2007 рік

Зоряний потік — сукупність зір, які обертаються навколо центру галактики, що колись було кулястим скупченням або карликовою галактикою, а нині розлітається, витягнуте вздовж орбіти під дією припливних сил.

## Зоряні потоки вЧумацькому Шляху
Перелік подано за даними Родріго та Гібсона.
| Назва            | Походження                                           | Масса, M☉          | Довжина, св. р.                                 | Склад                                   | Рік відкриття |
| ---------------- | ---------------------------------------------------- | ------------------ | ----------------------------------------------- | --------------------------------------- | ------------- |
| Потік Арктура    | карликова галактика, що більше не існує              | невідомо           | невідомо                                        | старі зорі з дефіцитом важких елементів | 1971          |
| Магелланів Потік | Велика та Мала Магелланові Хмари                     | 200 млн.           | 1 млн.                                          | водневий газ                            | 1972          |
| Потік Стрільця   | Карликова сфероїдальна галактика в Стрільці (SagDEG) | 100 млн.           | 1 млн.                                          | велике різноманіття зірок               | 1994          |
| Потік Хелмі      | карликова галактика, що більше не існує              | від 10 до 100 млн. | декілька повних петель навколо Чумацького Шляху | старі зорі з дефіцитом важких елементів | 1999          |
| Потік Palomar 5  | кулясте скупчення Palomar 5                          | 5 000              | 30 000                                          | старі зорі                              | 2001          |
| Потік Діви       | карликова галактика, що більше не існує              |                    | 30 000                                          |                                         | 2001          |
| Кільце Єдинорога | Карликова галактика Великий Пес                      | 100 000 000        | 200 000                                         | зорі середнього віку                    | 2002          |
| Потік Антицентру | карликова галактика, що більше не існує              | невідомо           | 30 000                                          | старі зорі                              | 2006          |
| Потік NGC 5466   | кулясте скупчення NGC 5466                           | 10 000             | 60 000                                          | дуже старі зорі                         | 2006          |
| Потік-сирота     | галактика Ursa Major II Dwarf                        | 100 000            | 20 000                                          | старі зорі                              | 2006          |
| Потік Ахерона    | кулясте скупчення                                    |                    |                                                 |                                         | 2007          |
| Cocytus stream   | кулясте скупчення                                    |                    |                                                 |                                         | 2007          |
| Lethe stream     | кулясте скупчення                                    |                    |                                                 |                                         | 2007          |
| Потік Стікса     | карликова галактика, що більше не існує              |                    |                                                 |                                         | 2007          |

## Зоряні потоки вгалактиці Андромеди
| Назва                                                        | Походження | Масса, M☉ | Довжина, св. р. | Склад | Рік відкриття |
| ------------------------------------------------------------ | ---------- | --------- | --------------- | ----- | ------------- |
| M31 Гігантський зоряний потік                                |            |           |                 |       |               |
| Andromeda NE зоряний потік                                   |            |           |                 |       | 2004          |
| Північно-західний припливний потік (припливний потік E та F) |            |           |                 |       | 2009          |
| Південно-західний припливний потік                           |            |           |                 |       | 2009          |

## Інші відомі зоряні потоки уМісцевій групігалактик
| Назва    | Походження                               | Масса, M☉ | Довжина, св. р. | Склад/Характеристики                                                       | Рік відкриття |
| -------- | ---------------------------------------- | --------- | --------------- | -------------------------------------------------------------------------- | ------------- |
| NGC 5128 | Газовий фрагмент або карликова галактика |           |                 |                                                                            | 2002          |
| NGC 4013 | галактика типу Sb                        |           |                 | велика петлева структура                                                   | 2008          |
| NGC 5907 | галактика типу Sc                        |           |                 |                                                                            | 2009          |
| NGC 4651 | галактика типу Sc/P                      |           |                 |                                                                            | 2010          |
| NGC 1055 | галактика типу SBb                       |           |                 | "box shaped halo pierced by multiple spikes"                               | 2010          |
| NGC 3521 | галактика типу SBbc                      |           |                 |                                                                            | 2010          |
| NGC 7531 | галактика типу Sbc                       |           |                 |                                                                            | 2010          |
| NGC 1084 | галактика типу Sc                        |           |                 |                                                                            | 2010          |
| NGC 4216 | галактика типу SBb                       |           |                 |                                                                            | 2010          |
| NGC 1055 | галактика типу SBb                       |           |                 | "clear box shaped inner halo sprinkled with a plethora of coherent spikes" | 2010          |